# Унеча (станция)
Уне́ча — узловая железнодорожная станция II класса в одноимённом городе. Узел направлений на Брянск, Гомель, Кричев и Селецкую. Унечский узел также включает в себя станции Рассуха и Ипуть, разъезд Песчаники и недействующий путевой пост Южный Пост.

## История
Станция Унеча возникла при строительстве линии Брянск — Гомель в 1887 году. С 1900 года действовала узкоколейная ветка Унеча — Стародуб (Стародубский подъездной путь). В 1918 году построена линия Унеча — Сураж — Костюковичи (с 1923 года — Коммунары), в 1923 году продлена до Орши. Так Унеча стала узловой станцией. В 1927 году ветка на Стародуб перешита на широкую колею и одновременно частично спрямлена (от Унечи до станции Жеча [открыта в 1929 году] новая трасса пролегла двумя-четырьмя километрами западнее старой). В 1931 году линия от Жечи продлена до станции Крупец (через Хутор-Михайловский), и, таким образом, окончательно сформировалась магистраль Орша — Харьков.
На данный момент отдельные участки линии на Харьков демонтированы, поэтому с 2007 года платформа Селецкая на границе с Украиной является тупиковой.

## Движение

### Поезда дальнего следования
На станции останавливаются все проходящие по линии Брянск — Гомель поезда дальнего следования.
| № поезда | Маршрут движения         | № поезда | Маршрут движения         | Примечание                                                               |
| -------- | ------------------------ | -------- | ------------------------ | ------------------------------------------------------------------------ |
| 85       | Москва — Климов          | 86       | Климов — Москва          |                                                                          |
| 131      | Москва — Новозыбков      | 132      | Новозыбков — Москва      | Дополнительный поезд, назначающийся в дни увеличенного пассажиропотока.  |
| 149      | Минеральные Воды — Минск | 150      | Минск — Минеральные Воды | Не в ходу с 24.03.2020.                                                  |
| 201, 203 | Москва — Новозыбков      | 202, 204 | Новозыбков — Москва      | Дополнительные поезда, назначающиеся в дни увеличенного пассажиропотока. |
| 301      | Адлер — Минск            | 302      | Минск — Адлер            |                                                                          |
| 389      | Анапа — Минск            | 390      | Минск — Анапа            | Не в ходу с 22.03.2020.                                                  |

### Пригородные поезда
По состоянию на март 2017 года пассажирское сообщение из Унечи сохранилось только по линии Брянск — Гомель. Пригородные поезда связывают Унечу с городами и райцентрами Брянской области: Брянском, Выгоничами, Почепом, Клинцами и Новозыбковом.
К настоящему времени прекращено пассажирское движение на Стародуб (с 2001 или 2002 года), Селецкую (пгт Белая Берёзка; с 2013 года) и Кричев (поезд отменён на участке Унеча — Сураж в 2014 году; в марте 2020 года поезд отменён и на трансграничном участке Сураж — Белынковичи).
На следующих участках, куда ранее ходили пригородные поезда из Унечи либо из Брянска через Унечу, пассажирское движение теперь осуществляется только поездами дальнего следования (без остановок на промежуточных пунктах): Новозыбков — Злынка (с 2016 года) и Новозыбков — Климов (с 2007 года). С 2014 года транзитного движения официально нет, все поезда следуют из Унечи, однако фактически поезд, прибывший из Брянска/Почепа, может далее отправиться на Новозыбков и наоборот.
| № поезда | Начальный пункт | Прибытие в Унечу          | № поезда | Конечный пункт | Отправление из Унечи       |
| -------- | --------------- | ------------------------- | -------- | -------------- | -------------------------- |
|          |                 |                           | 6302     | Брянск         | 4:07                       |
| 6902     | Новозыбков      | 5:33 (пн., вт., чт., сб.) | 6304     | Брянск         | 6:03                       |
| 6301     | Почеп           | 7:17                      | 6903     | Новозыбков     | 7:36                       |
| 6303     | Брянск          | 11:57                     | 6905     | Новозыбков     | 12:14                      |
| 6904     | Новозыбков      | 11:59                     | 6306     | Брянск         | 12:45                      |
| 6305     | Брянск          | 15:54                     | 6907     | Новозыбков     | 16:15                      |
| 6906     | Новозыбков      | 15:54                     | 6308     | Брянск         | 16:17                      |
| 6908     | Новозыбков      | 19:16                     |          |                |                            |
| 6307     | Брянск          | 20:03                     | 6909     | Новозыбков     | 20:16 (пн., ср., пт., вс.) |

### Происшествие
В 10:17 утра 1 мая 2023 года примерно в 3 км от станции на перегоне Унеча—Рассуха из-за подрыва железнодорожного полотна произошло крушение грузового поезда. Никто не пострадал. Сошли с рельсов тепловоз и семь вагонов; имело место возгорание: огонь повредил тепловоз и две цистерны (более сильного пожара удалось избежать). Перерыв в движении составил почти сутки.
Аналогичная диверсия произошла на следующий день, 2 мая, на перегоне Снежетьская — Белые Берега, тоже в Брянской области.